# Leland, Illinois
Leland är en ort i LaSalle County i delstaten Illinois, USA.